# Национален конвент
 Тази статия е за Френския конвент от края на XVIII век.  За Американския конвент вижте Конституционен конвент.  За Европейския конвент вижте Конвент за бъдещето на Европа.
Национален Конвент (на френски: Convention nationale) е висш законодателен и изпълнителен орган по време на Великата Френска революция и Първата френска република. Действа от 21 септември 1792 до 26 октомври 1795 г. Изборите за Конвент са двустепенни и в тях участват всички мъже, навършили 21 години (с изключение на прислугата). По този начин националният Конвент е първото френско законодателно събрание, избрано чрез всеобщо избирателно право. Името му е заето от американския Конституционен конвент от 1787 г.
Конвентът отменя монархията и обявява създаването на Френска република, а през януари 1793 г. осъжда на смърт краля на Франция Луи XVI. През юни 1793 г. Конвентът приема нова републиканска конституция, която обаче не влиза в действие.
Депутатите от Конвента образуват три групировки: жирондинци, якобинци и „равнина“ или „блато“.
В историята на Конвента се различават три периода: жирондински, якобински и термидориански.

## Жирондински конвент
Конвентът започва да заседава на 21 септември 1792 година в Париж. На 22 септември Конвент отменя монархията и провъзгласява Франция за република. Количествено Конвентът се състои от 160 жирондинци, 200 монтаняри и 389 депутати от „равнината“ или „блатото“ (на френски: La Plaine ou le Marais), общо 749 депутати . Една трета от депутатите е участвала в предходните Учредително събрание и Законодателно събрание и носи със себе си всички предишни разногласия и конфликти.
На 22 септември идва новината за битката при Валми. Военната ситуация се е променила: след Валми пруските войски се оттеглят и през ноември френските войски заемат левия бряг на река Рейн. На 6 ноември австрийците, обсадили Лил, са разбити от генерал Дюмурие в битката при Жемап и напускат Австрийска Нидерландия. На юг е завзета Ница, а Савоя встъпва в съюз с Франция.

### Съдът над Луи XVI
След въстанието на 10 август 1792 Луи XVI е поставен под силна стража в Тампл. Още при първите заседания на Конвента мненията за съдбата му не съвпадат и дискусиите стават все по-остри. Монтанярите искат смъртна присъда, като го обвиняват в „заговор срещу свободата и сигурността на отечеството“. Жирондинците се противопоставят и всячески отлагат вземането на решение. Те настояват кралят да бъде изгонен в чужбина или просто да бъде оставен на свобода, без да разполага с някакви различни права. На 20 ноември 1792 обаче в двореца Тюйлери е открит таен сейф с документи, които доказват извън всякакво съмнение опитите на краля да възвърне властта си и дават повод той да бъде обвинен в държавна измяна.
Депутатите от Конвента си самовъзлагат съдебни функции и съдебният процес започва на 10 декември. Луи XVI е определен като враг и „узурпатор“, чужд на нацията. Проведени са два разпита в присъствието на негови адвокати. Гласуването за вината му започва на 14 януари 1793 и я признава единодушно. Председателят на Конвента, Верньо, обявява резултата от гласуването така: „От името на френския народ Националният Конвент обявява Луи Капет за виновен в злоумишлени действия против свободата на нацията и общата сигурност на държавата.“.
Гласуването за присъдата започва на 16 януари и продължава до сутринта на следващия ден. От присъстващите 721 депутати, 387 гласуват за смъртно наказание. По заповед на Конвента цялата Национална гвардия на Париж е поставена на стража по пътя към ешафода. Сутринта на 21 януари Луи XVI е обезглавен на площада на Революцията.

### Падане на жирондинците
В началото на 1793 г. икономическата ситуация все повече се влошава и в по-големите градове започват вълнения. Революционни активисти от Париж започват да призовават за поставяне на „максимум“ на цените на основните хранителни продукти. През март 1793 г. започва Вандейското въстание. Бунтът се разраства и в него се включват и други провинции, започва истинска гражданска война, която продължава шест месеца. За защита на революцията на 6 април 1793 г. е създаден Комитет за обществено спасение, чийто най-влиятелен член е Дантон. Бунтовете продължават цялата пролет на 1793 г. и жирондинците създават Комисия на дванадесетте, която засипва Конвента с документи за заговори и препоръки за засилване на сигурността. По заповед на комисията са арестувани няколко парижани и на 25 май Парижката комуна (общината) изисква тяхното освобождаване; в същото време общи събрания на секциите в Париж съставят списък на 22 видни жирондинци и искат техния арест. Жирондинците се опитват да активизират привържениците си в провинцията и са готови да разширят гражданската война. Депутатът Инар заявява в Конвента, че ако парижките секции се противопоставят на депутатите от провинцията, Париж ще бъде разрушен.
В областта на външната политика лидерите на Жирондата подхващат революционна пропаганда, обявявайки „мир на колибите, война на дворците“ (на френски: paix aux chaumières, guerre aux châteaux). В същото време се появява концепцията за „естествени граници“ на Франция с граници по река Рейн, Алпите и Пиренеите. Обстановката се изостря след екзекуцията на краля през януари 1793 г. На 7 март Франция обявява война на Англия, а след това и на Испания. Френската офанзива в Белгия застрашава британските интереси в Холандия, което води до създаването на първата коалиция от европейски държави срещу Франция.
На 29 май делегати, представляващи тридесет и три парижки секции, формират въстанически комитет и на 31 май 1793 г. в Париж избухва въстание, което повтаря събитията от 10 август 1792 г. Хиляди въоръжени граждани настояват за арест на жирондинските водачи, за спешни мерки по отбраната и за гарантиране на цените на хранителните продукти. На 2 юни Конвентът е обграден от 80 000 въоръжени санкюлоти. След демонстративен опит на депутатите да излязат те се натъкват на въоръжени национални гвардейци, готови да открият огън и са принудени да се подчинят на натиска на улицата. Конвентът е принуден да приеме декрет за изваждането на 29 жирондинци от състава си. Политическата власт преминава към лявото течение на якобинците – монтанярите, както и на подкрепящите ги секции на Парижката комуна.

## Якобински Конвент
Безредиците в провинцията започват още преди това. В Лион водачът на местните якобинци Шалие е арестуван още на 29 май, а на 16 юли е екзекутиран. Много жирондинци в Париж избягали от домашен арест, а новината за насилственото изгонване на депутатите-жирондинци от Конвента предизвиква протестно движение в провинцията, обхванало по-големите градове на юг – Бордо, Марсилия, Ним. На 13 юли Шарлот Корде извършва убийството на идола на санкюлотите Жан-Пол Марат. Тя е в контакт с жирондинците от Нормандия и се предполага, че те са я използвали като свой агент. Освен всичко това, пристига новина за безпрецедентна държавна измяна: Тулон и намиращата се там ескадра са предадени в ръцете на англичаните.
През юни и юли Конвентът приема няколко декрета, според които земите на емигриралите благородници се разпродават на малки участъци със срок на изплащане 10 години. Разрешава се и подялбата на общинските земи. Най-важният декрет от 17 юли постановява пълното премахване на феодалните права без всякакво обезщетение, прекратяване на всички свързани с тях съдебни дела и унищожаване на всички актове и документи, свързани с тези права. За да отговори на новата обстановка, Конвентът постановява изработването на нова конституция, която е разработена само за две седмици и е приета от Конвента на 24 юни 1793 година. Поради нестабилното положение обаче тя така и не влиза в сила.
При якобинците Конвентът става висш орган на якобинската диктатура. Той създава Комитет за обществена сигурност (или обща безопасност) (октомври 1792), който отговаря за всичко, що се отнася до лицата и реда, общата и вътрешната полиция. Малко по-късно, през април 1793 г. Конвентът поставя всички ведомства и държавни служители под прякото ръководство на Комитет за обществено спасение. Тази два комитета са длъжни да дават отчет пред Конвента в края на всеки месец.

## Термидориански Конвент
На 9 термидор (27 – 28 юли 1794) Термидорианският преврат слага край на Якобинската диктатура. След преврата термидорианците получават превес в Конвента, а по-късно играят значителна роля и в Директорията.
Блокът им се дели на два лагера. В единия влизат водачите на десните термидорианци – Ж. Л. Талиен, П. Барас и Жозеф Фуше – бивши якобинци, представляващи новата буржоазия, забогатяла от спекулации. Другият лагер обединява левите термидорианци – начело с Ж. Коло д'Ербоа, Ж. Бийо-Варен и М. Бадия, принадлежали преди това на лявото течение на якобинците. След екзекуцията на Максимилиан Робеспиер и неговите сподвижници десните термидорианци се опитват да изтласкат левите от властта. Още през март 1795 Конвентът постановява арест на „четиримата“, свалили Робеспиер: Бийо-Варен, Коло д'Ербоа, Барер и Вадие. След Жерминалското въстание (1 април 1795 г.) въпреки пълната им несъпричастност към него те са осъдени на заточение във Френска Гвиана. Конвентът разпорежда разоръжаване на якобинците, взели участие в терора. През май Фукие-Тенвил и четиринадесетте съдии от Революционния трибунал са осъдени на смърт и гилотинирани. Въпреки това на 20 май има още един опит за въстание в Париж (Въстание от прериал), но и той е потушен. Термидорианците арестуват последните якобинци – бивши членове на Комитетите за обществено спасение и обществена безопасност.
След смъртта на малолетния Луи XVII през юни за наследник на престола като Луи XVIII от чужбина се обявява графът на Прованс. Това насърчава роялистите и в началото на октомври (13 вандемиер година IV по революционния календар) е направен опит за военен преврат срещу Конвента, организиран от роялистите и подкрепен от 30 парижки секции, както и от част от националната гвардия. Тази сериозна заплаха за републиката среща отпора на военни части под командването на Наполеон Бонапарт, получил задачата от Пол Барас, тъй като командващият парижкия гарнизон е подозиран в роялистки симпатии. Той се справя успешно с потушаването на метежа и впоследствие е произведен в чин дивизионен генерал и назначен за главнокомандващ на вътрешните войски.
През лятото на 1795 г. Конвентът приема нова конституция – Конституцията от година ІІІ (Constitution de l'An III) и я подлага на референдум. Тя е одобрена и влиза в сила на 23 септември. През октомври се провеждат избори за нов двукамерен законодателен орган, състоящ се от Съвет на петстотинте и Съвет на старейшините, в които с нарочен декрет е осигурено място на две трети от депутатите в Конвента. Неговата дейност е прекратена на 26 октомври 1795 г. и като орган на изпълнителната власт е избрана първата Директория.